# فرح خان
فرح خان (به هندی: फ़राह ख़ान) ‏(زاده ۹ ژانویه ۱۹۶۵)، کارگردان و رقص پرداز سینمای هند است. او بیشتر به خاطر رامشگری‌های متعدد خود در فیلم‌های بالیوود مشهور می‌باشد. خان، رامشگری حدود ۱۰۰ آهنگ را در بیش از ۸۰ فیلم هندی به عهده داشته‌است.

## خانواده
پدر فرح خان، کامران خان یک سازنده ی فیلم موفق بود. مادرش مناکا از زرتشتیان هند بود و خواهر هانی ایرانی می‌باشد. برادر فرح، ساجید خان، بازیگر نقش‌های کمدی و کارگردان است. زمانی که والدین آنها از هم جدا شدند، فرح و برادرش در خانه‌های جداگانه‌ای زندگی می‌کردند. فرح سرانجام با ویرایشگر فیلم خود من که هستم، شیریش کوندر ازدواج کرد.

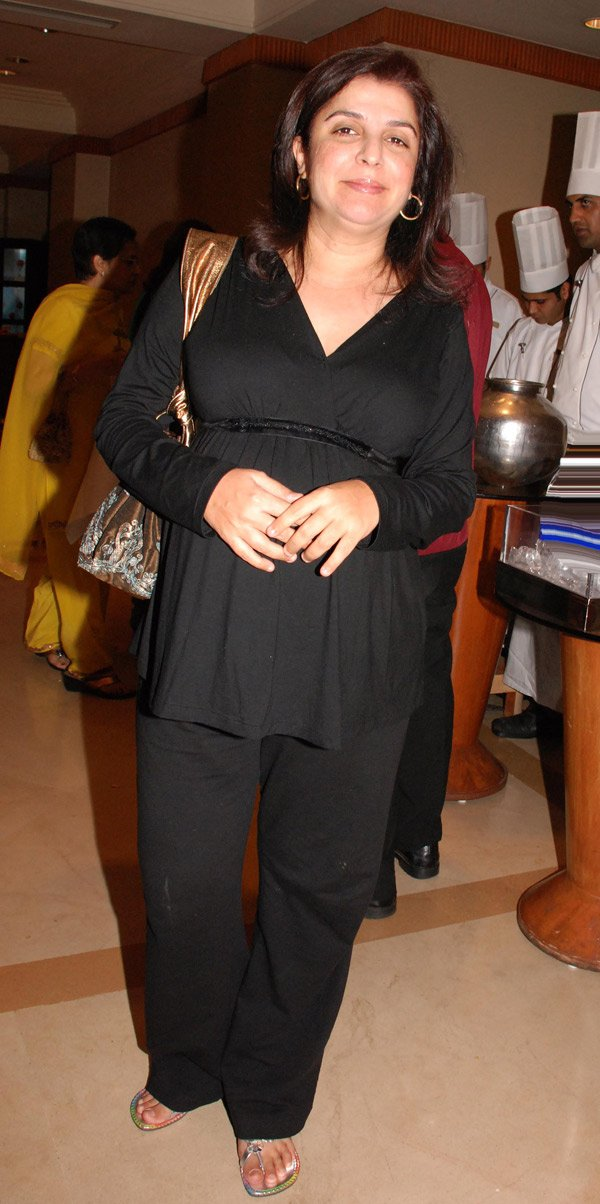
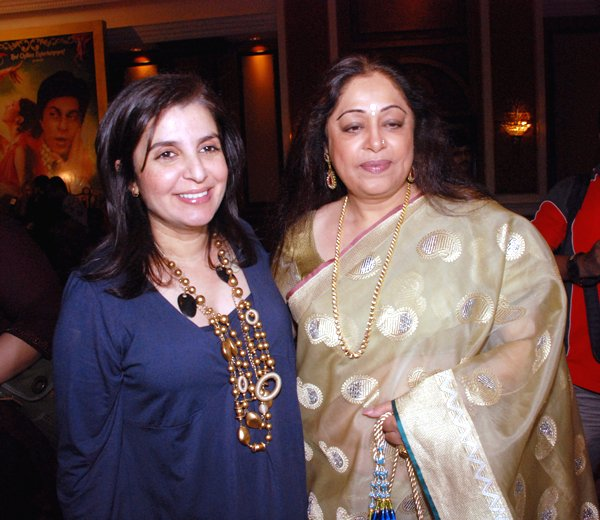